# Кэбот, Кристина
Кристи́на Кэ́бот (англ. Christina Cabot; род. 16 декабря 1969, Нью-Йорк, Нью-Йорк, США) — американская актриса

.

## Биография
Кристина — младшая дочь джазового трубача Джо Кабота и певицы и актрисы Синди Лорд. Родилась в Нью-Йорке и выросла в художественном доме в 20 милях к северу от города. Она училась в престижной школе искусств Тиша в Нью-Йоркском университете (англ. New York University Tisch School of the Arts), обучалась у многих известных преподавателей (в том числе у Стеллы Адлер), появилась в нескольких постановках на главной сцене и с отличием окончила университет. После колледжа Кристина училась актёрскому мастерству с оригинальным членом группы Theatre Бобби Льюисом и Джоан Макинтош из потрясающей группы Performance. Хотя она начала свою карьеру на сцене, теперь она играет в основном на телевидении и в кино, а также разделяет своё время между обоими побережьями. В дополнение к своей работе в качестве актрисы, Кристина является действующим преподавателем актёрского мастерства для детей и взрослых.
Кристина замужем за кинооператором Чарльзом Конйерсом. У супругов есть двое детей, включая сына — Рави Александра Кэбота-Конйерса (род. в феврале 2011).

## Избранная фильмография
| Год  |   | Русское название           | Оригинальное название      | Роль                |
| ---- | - | -------------------------- | -------------------------- | ------------------- |
| 1999 | с | Король Квинса              | The King of Queens         | Джилл               |
| 1999 | ф | Бойцовский клуб            | Fight Club                 | Лидер группы        |
| 1999 | ф | Человек на Луне            | Man on the Moon            | Студентка-медитатор |
| 2000 | ф | Мошенники                  | The Prime Gig              | Кассир банка        |
| 2000 | ф | Танцы в «Голубой игуане»   | Dancing at the Blue Iguana | Кристина            |
| 2001 | с | Опять и снова              | Once and Again             | Сотрудница № 2      |
| 2003 | с | Клиент всегда мёртв        | Six Feet Under             | пешая туристка      |
| 2004 | с | Сильное лекарство          | Strong Medicine            | Аманда              |
| 2005 | ф | Заложник                   | Hostage                    | Новостной репортёр  |
| 2005 | с | Детектив Раш               | Cold Case                  | Луиз (77)           |
| 2007 | с | Клан Сопрано               | The Sopranos               | Линн                |
| 2007 | с | Скажи мне, что любишь меня | Tell Me You Love Me        | Продавщица          |
| 2008 | ф | Невероятный Халк           | The Incredible Hulk        | Майор Кэтлин Спарр  |
| 2008 | ф | Гордость и слава           | Pride and Glory            | Патрульный коп      |